# وزارة حازم الببلاوي
وزارة حازم الببلاوي هي الوزارة العشرون بعد المائة في تاريخ مصر وتشكلت في عهد الرئيس المؤقت المستشار عدلي منصور بعد مظاهرات 30 يونيو 2013. كُلف حازم الببلاوي بتشكيل الوزارة في 9 يوليو 2013. فيما صدر قرار التشكيل الوزاري وأدت الوزارة اليمين الدستورية في 16 يوليو 2013. استقالت الوزارة في 24 فبراير 2014.

## أعضاء الحكومة
ملاحظات:
- تبدأ مدة الوزارة من تاريخ العمل بقرار رئيس الجمهورية الصادر بتشكيل الوزارة.
- تنتهي مدة الوزارة في تاريخ استقالة الوزارة بينما يستمر بعدها التشكيل الوزاري في تسيير الأعمال لحين صدور قرار تشكيل الوزارة الجديدة.

| المنصب                                          | شاغل المنصب                        | الحزب                       | الحزب | تولى المنصب                                                                             | تولى المنصب                                                                             | غادر المنصب | غادر المنصب |
| المنصب                                          | شاغل المنصب                        | الحزب                       | الحزب | في                                                                                      | وزارة                                                                                   | في | وزارة |
| ----------------------------------------------- | ---------------------------------- | --------------------------- | ----- | --------------------------------------------------------------------------------------- | --------------------------------------------------------------------------------------- | --- | --- |
| رئيس مجلس الوزراء                               | حازم الببلاوي                      | مستقل                       |       | 16 يوليو 2013                                                                           | 16 يوليو 2013                                                                           | 24 فبراير 2014 | 24 فبراير 2014 |
| نائب أول لرئيس مجلس الوزراء                     | عبد الفتاح السيسي                  | عسكري                       |       | 16 يوليو 2013                                                                           | 16 يوليو 2013                                                                           | 26 مارس 2014 | وزارة إبراهيم محلب الأولى |
| نائب رئيس مجلس الوزراء للشئون الاقتصادية        | زياد بهاء الدين                    | المصري الديمقراطي الاجتماعي |       | 16 يوليو 2013                                                                           | 16 يوليو 2013                                                                           | 30 ديسمبر 2013 "استقالة" | 30 ديسمبر 2013 "استقالة" |
| نائب رئيس مجلس الوزراء لشئون العدالة الاجتماعية | حسام محمد عيسى                     | مستقل                       |       | 16 يوليو 2013                                                                           | 16 يوليو 2013                                                                           | 24 فبراير 2014 | 24 فبراير 2014 |
| الدفاع والإنتاج الحربي                          | عبد الفتاح السيسي                  | عسكري                       |       | 12 أغسطس 2012                                                                           | وزارة هشام قنديل                                                                        | 26 مارس 2014 | وزارة إبراهيم محلب الأولى |
| التعاون الدولي                                  | زياد بهاء الدين                    | المصري الديمقراطي الاجتماعي |       | 16 يوليو 2013                                                                           | 16 يوليو 2013                                                                           | 30 ديسمبر 2013 "استقالة" | 30 ديسمبر 2013 "استقالة" |
| التعاون الدولي                                  | أشرف السيد العربي "بصفة مؤقتة"     | مستقل                       |       | 30 ديسمبر 2013                                                                          | تعديل وزاري                                                                             | 9 يونيو 2014 "وزير التخطيط والتعاون الدولي - وزارة إبراهيم محلب الأولى" | 9 يونيو 2014 "وزير التخطيط والتعاون الدولي - وزارة إبراهيم محلب الأولى" |
| التعليم العالي                                  | حسام محمد عيسى                     | مستقل                       |       | 16 يوليو 2013                                                                           | 16 يوليو 2013                                                                           | 24 فبراير 2014 | 24 فبراير 2014 |
| السياحة                                         | هشام زعزوع                         | مستقل                       |       | 2 أغسطس 2012 "حتى 1 يوليو 2013 - وزارة هشام قنديل " 16 يوليو 2013 "وزارة حازم الببلاوي" | 2 أغسطس 2012 "حتى 1 يوليو 2013 - وزارة هشام قنديل " 16 يوليو 2013 "وزارة حازم الببلاوي" | 5 مارس 2015 | وزارة إبراهيم محلب الثانية |
| الكهرباء والطاقة                                | أحمد إمام                          | مستقل                       |       | 5 يناير 2013                                                                            | وزارة هشام قنديل                                                                        | 24 فبراير 2014 | 24 فبراير 2014 |
| الداخلية                                        | محمد إبراهيم مصطفى                 | عسكري                       |       | 5 يناير 2013                                                                            | وزارة هشام قنديل                                                                        | 5 مارس 2015 | وزارة إبراهيم محلب الثانية |
| الاتصالات وتكنولوجيا المعلومات                  | عاطف حلمي                          | مستقل                       |       | 5 يناير 2013 "حتى 1 يوليو 2013 - وزارة هشام قنديل " 16 يوليو 2013 "وزارة حازم الببلاوي" | 5 يناير 2013 "حتى 1 يوليو 2013 - وزارة هشام قنديل " 16 يوليو 2013 "وزارة حازم الببلاوي" | 5 مارس 2015 | وزارة إبراهيم محلب الثانية |
| الزراعة واستصلاح الأراضي                        | أيمن فريد أبو حديد                 | مستقل                       |       | 16 يوليو 2013                                                                           | 16 يوليو 2013                                                                           | 9 يونيو 2014 | وزارة إبراهيم محلب الأولى |
| التجارة والصناعة                                | منير فخري عبد النور                | الوفد الجديد                |       | 16 يوليو 2013                                                                           | 16 يوليو 2013                                                                           | 12 سبتمبر 2015 | وزارة إبراهيم محلب الثانية |
| التضامن الاجتماعي                               | أحمد البرعي                        | الدستور                     |       | 16 يوليو 2013                                                                           | 16 يوليو 2013                                                                           | 24 فبراير 2014 | 24 فبراير 2014 |
| شئون الآثار                                     | محمد إبراهيم السيد                 | مستقل                       |       | 16 يوليو 2013                                                                           | 16 يوليو 2013                                                                           | 24 فبراير 2014 | 24 فبراير 2014 |
| الثقافة                                         | محمد صابر عرب                      | مستقل                       |       | 16 يوليو 2013                                                                           | 16 يوليو 2013                                                                           | 9 يونيو 2014 | وزارة إبراهيم محلب الأولى |
| الاستثمار                                       | أسامة صالح                         | مستقل                       |       | 16 يوليو 2013                                                                           | 16 يوليو 2013                                                                           | 24 فبراير 2014 | 24 فبراير 2014 |
| التخطيط                                         | أشرف السيد العربي                  | مستقل                       |       | 16 يوليو 2013                                                                           | 16 يوليو 2013                                                                           | 24 فبراير 2014 "وزير التخطيط - وزارة حازم الببلاوي" 9 يونيو 2014 "وزير التخطيط والتعاون الدولي - وزارة إبراهيم محلب الأولى" 16 فبراير 2017 "وزير التخطيط والمتابعة والإصلاح الإداري - وزارة شريف إسماعيل" | 24 فبراير 2014 "وزير التخطيط - وزارة حازم الببلاوي" 9 يونيو 2014 "وزير التخطيط والتعاون الدولي - وزارة إبراهيم محلب الأولى" 16 فبراير 2017 "وزير التخطيط والمتابعة والإصلاح الإداري - وزارة شريف إسماعيل" |
| التنمية المحلية                                 | عادل لبيب                          | مستقل                       |       | 16 يوليو 2013                                                                           | 16 يوليو 2013                                                                           | 12 سبتمبر 2015 | وزارة إبراهيم محلب الثانية |
| العدالة الانتقالية والمصالحة الوطنية            | محمد أمين المهدي                   | مستقل                       |       | 16 يوليو 2013                                                                           | 16 يوليو 2013                                                                           | 24 فبراير 2014 | 24 فبراير 2014 |
| الخارجية                                        | نبيل إسماعيل فهمي                  | مستقل                       |       | 16 يوليو 2013                                                                           | 16 يوليو 2013                                                                           | 9 يونيو 2014 | وزارة إبراهيم محلب الأولى |
| الطيران المدني                                  | عبد العزيز إبراهيم عبد العزيز فاضل | مستقل                       |       | 16 يوليو 2013                                                                           | 16 يوليو 2013                                                                           | 24 فبراير 2014 | 24 فبراير 2014 |
| المالية                                         | أحمد محمود جلال                    | مستقل                       |       | 16 يوليو 2013                                                                           | 16 يوليو 2013                                                                           | 24 فبراير 2014 | 24 فبراير 2014 |
| التموين                                         | محمد أبو شادي                      | مستقل                       |       | 16 يوليو 2013                                                                           | 16 يوليو 2013                                                                           | 24 فبراير 2014 | 24 فبراير 2014 |
| الإسكان والمرافق والمجتمعات العمرانية           | إبراهيم محلب                       | مستقل                       |       | 16 يوليو 2013                                                                           | 16 يوليو 2013                                                                           | 24 فبراير 2014 | 24 فبراير 2014 |
| الإعلام                                         | درية شرف الدين                     | مستقل                       |       | 16 يوليو 2013                                                                           | 16 يوليو 2013                                                                           | 9 يونيو 2014 | وزارة إبراهيم محلب الأولى |
| البترول والثروة المعدنية                        | شريف إسماعيل                       | مستقل                       |       | 16 يوليو 2013                                                                           | 16 يوليو 2013                                                                           | 12 سبتمبر 2015 | وزارة إبراهيم محلب الثانية |
| البحث العلمي                                    | رمزي جورج                          | مستقل                       |       | 16 يوليو 2013                                                                           | 16 يوليو 2013                                                                           | 24 فبراير 2014 | 24 فبراير 2014 |
| الصحة والسكان                                   | مها الرباط                         | مستقل                       |       | 16 يوليو 2013                                                                           | 16 يوليو 2013                                                                           | 24 فبراير 2014 | 24 فبراير 2014 |
| الموارد المائية والري                           | محمد عبد المطلب                    | مستقل                       |       | 16 يوليو 2013                                                                           | 16 يوليو 2013                                                                           | 9 يونيو 2014 | وزارة إبراهيم محلب الأولى |
| الأوقاف                                         | محمد مختار جمعة                    | مستقل                       |       | 16 يوليو 2013                                                                           | 16 يوليو 2013                                                                           | 3 يونيو 2024 | وزارة مصطفى مدبولي الأولى |
| التربية والتعليم                                | محمد محمود أبو النصر               | مستقل                       |       | 16 يوليو 2013                                                                           | 16 يوليو 2013                                                                           | 12 سبتمبر 2015 | وزارة إبراهيم محلب الثانية |
| القوى العاملة والهجرة                           | كمال أبو عيطة                      | الكرامة                     |       | 16 يوليو 2013                                                                           | 16 يوليو 2013                                                                           | 24 فبراير 2014 | 24 فبراير 2014 |
| وزارة العدل                                     | عادل عبد الحميد                    | مستقل                       |       | 21 يوليو 2013                                                                           | تعديل وزاري                                                                             | 24 فبراير 2014 | 24 فبراير 2014 |
| وزارة النقل                                     | إبراهيم الدميري                    | مستقل                       |       | 21 يوليو 2013                                                                           | تعديل وزاري                                                                             | 9 يونيو 2014 | وزارة إبراهيم محلب الأولى |
| الدولة للإنتاج الحربي                           | رضا حافظ                           | عسكري                       |       | 12 أغسطس 2012                                                                           | وزارة هشام قنديل                                                                        | 3 ديسمبر 2013 "وفاة" | 3 ديسمبر 2013 "وفاة" |
| الدولة لشئون البيئة                             | ليلى راشد إسكندر                   | مستقل                       |       | 16 يوليو 2013                                                                           | 16 يوليو 2013                                                                           | 9 يونيو 2014 | وزارة إبراهيم محلب الأولى |
| الدولة لشئون الشباب                             | خالد محمود عبد العزيز              | مصر المستقبل                |       | 16 يوليو 2013                                                                           | 16 يوليو 2013                                                                           | 24 فبراير 2014 | 24 فبراير 2014 |
| الدولة لشئون الرياضة                            | طاهر أبو زيد                       | الوفد الجديد                |       | 16 يوليو 2013                                                                           | 16 يوليو 2013                                                                           | 24 فبراير 2014 | 24 فبراير 2014 |
| الدولة للتنمية الإدارية                         | أحمد سمير الرافعي (بالتفويض)       | مستقل                       |       | 11 سبتمبر 2012                                                                          | وزارة هشام قنديل                                                                        | 24 يوليو 2013 | تعديل وزاري |
| الدولة للتنمية الإدارية                         | هاني محمود                         | مستقل                       |       | 24 يوليو 2013                                                                           | تعديل وزاري                                                                             | 24 فبراير 2014 | 24 فبراير 2014 |

## تعديلات
- في 30 يناير 2014 قُبلت استقالة زياد بهاء الدين من منصبه نائبا لرئيس مجلس الوزراء وزيرا للتعاون الدولي وكُلف أشرف السيد العربي وزير التخطيط بتولى مهام وزارة التعاون الدولى بصفة مؤقتة.[7][8]
- في 21 يوليو 2013 عُيِّنَ عادل عبد الحميد وزيرا للعدل وإبراهيم الدميري وزيرا للنقل.[9][10][11][12]
- في 24 يوليو 2013 عُيِّنَ هاني محمود وزيرا للدولة للتنمية الإدارية.[13]
- في 3 ديسمبر 2013 توفي الفريق رضا حافظ وزير الدولة للإنتاج الحربي.[14]